# Ingo I da Noruega
Ingo Haraldsson, chamado o Corcunda (em norueguês: Inge Krokrygg; em nórdico antigo: Ingi Haraldsson) (1135 - 3 de fevereiro de 1161) foi rei da Noruega de 1136 a 1161. Era filho do rei Haroldo Gille e de Ingride, filha de Ragualdo, o Cabeça Redonda, portanto, neta de Ingo I.
Subiu ao poder com apenas um ano de idade. Compartilhou originalmente o trono com seus irmãos, mas a discórdia o levou a uma guerra com eles. Mesmo eliminando seus irmãos, nunca pode estabelecer a paz no reino e tampouco manter-se como único soberano. Teve que combater contra a crescente oposição, dentro do período da história da Noruega conhecido como as Guerras Civis.

## Biografia

### Primeiros anos
Ingo era o único filho legítimo do rei Haroldo Gille. Seu bisavô materno era o rei Ingo I da Suécia, em cuja honra pode ter sido batizado. Naquela época, ser um filho legítimo não era um requisito para o trono; por isso, quando seu pai morreu em 1136, dividiu o trono com seus meios-irmãos Sigurdo II e Magno Haraldsson. Ingo foi nomeado pelo rei por uma Ting perto da cidade de Sarpsborg, enquanto os irmãos foram nomeados por outras Tings.
Ao mesmo tempo, havia dois reis rivais novamente aliados entre si, seu primo Magno IV e Sigurdo, o Barulhento, o assassino de seu pai Harald Gille e suposto tio das crianças. A guerra entre os dois lados, desencadeada após a morte de Haroldo Gille, durou até 1139, quando Magnus e Sigurd Slembe foram finalmente derrotados e executados.
Ingo era incapacitado desde pequeno. Segundo as sagas Morkinskinna e Heimskringla, a corcunda nas costas foi uma consequência de que, como um menino, foi carregado nas costas por um soldado durante uma batalha contra seus inimigos em 1137, deixando corcunda e uma perna maior do que a outra. Outra explicação que dá o historiador dinamarquês Saxão Gramático, é que a deformidade nas suas costas era culpa de uma serviçal que tinha o deixado cair. Aparentemente, o rei ficou doente durante toda sua vida e caminhava com dificuldade. O apelido "Corcovado" 'ou "O Corcunda", no entanto, não aparece nas fontes medievais.
Quando na minoridade dos reis, a regência ficou para os nobres que tinham sido aliados de seu pai. Em 1142 chegou à Noruega um quarto irmão, procedente da Escócia. Era Agostinho II, que foi reconhecido como filho de Haroldo Gille e foi nomeado rei. De Magno Haraldsson se sabe bem pouco: teria compartilhado também o trono, mas morreu ainda na infância, na década de 1140. Segundo as sagas, a repartição do poder não era de caráter territorial e todos os irmãos governavam em todo o país.

### Idade adulta: termina a paz
Durante vários anos, a paz foi mantida, mas os irmãos começaram uma crescente discórdia. A reunião entre os três reis, Sigurdo, Ingo e Agostinho foi acordada, na cidade de Bergen em 1155, a fim de evitar a eclosão de conflitos. Ingo e Sigurdo se conheceram antes de Agostinho chegar. Ingo acusou a seus dois irmãos de conspirar e depois de romper com Sigurdo, decidiu assassiná-lo por conselho de sua mãe Ingrid. As sagas dizem que houve uma conspiração para derrubar Ingo, mas os historiadores modernos duvidam dessas informações e sugerem que talvez fosse um pretexto de Ingo para a guerra.
Agostinho chegou a Bergen depois do assassinato de Sigurdo. Os dois irmãos sobreviventes chegaram a um acordo parcial, mas o confronto militar era iminente. Em 1157, os exércitos de ambos os lados se encontraram nas proximidades da Moster com a superioridade numérica de Ingo e Agostinho teve que fugir. Agostinho foi capturado e morto em Bohuslän nesse ano.
Eliminados seus irmãos, parecia que Ingo tornaria-se o único governante da Noruega. No entanto, os seguidores de Sigurdo e Agostinho se reuniram em torno de um novo rei, Haquino II, um filho de Sigurdo, e a guerra continuou. Ingo teve o apoio de uma parte considerável da nobreza, que em grande medida teve permitida a participação no governo. Entre seus aliados mais proeminentes estavam Gregório e Erlingo, o Inclinado. Sua mãe também parece ter tido uma grande influência. Em 7 de janeiro de 1161, Gregório morreu em um confronto contra os seguidores de Haquino. Vários de seus homens, liderados pelo rei vassalo Godofredo de Mann, deserta e passa a apoiar Haquino. Em 3 de fevereiro do mesmo ano morreu Ingo, quando ele comandava a seus soldados em uma batalha perto de Oslo.
Seu corpo foi sepultado na Catedral de Santo Halvardo de Oslo. Após sua morte, seus seguidores foram reorganizados em torno de Erlingo, o Inclinado que nomeou seu filho, Magno, como sucessor de Ingo.

## Haraldssona sagaemHeimskringla
Haraldssona saga é um dos relatos de Heimskringla sobre os reis noruegueses. Imersos em uma guerra civil, Snorri Sturluson se centra nos filhos de Haroldo Gille, Sigurdo (m. 1155), Agostinho (m. 1157) e Ingo (m. 1161) depois da tentativa de Sigurdo, o Barulhento de tomar o poder, mas fracassa e morre torturado por Haroldo. Os filhos de Haroldo não tardariam muito a entrar em uma espiral de violência para obter o trono norueguês.

## Descendência
O rei Ingo permaneceu solteiro e sagas não mencionam nada sobre um possível casamento, mas um monge chamado João, o Encapuzado dizia ser seu filho e seria pretendente ao trono, em oposição ao rei Sverre .